# Cometa Machholz
Cometa Machholz, sau cometa C/2004 Q2, a fost descoperită la 27 august 2004 de astronomul amator Donald Edward Machholz, în California, cu un telescop de 150 mm, când astrul prezenta o magnitudine de 11,8.
Cometa a trecut cel mai aproape de Terra, la 0,34 ua, la 5 ianuarie 2005, cu magnitudinea prevăzută de 4,1. A devenit atunci vizibilă cu ochiul liber în constelația Taurul, trecând la 2° de roiul deschis Pleiadele, la 7 ianuarie. La 28 ianuarie cometa trecea la 5° de Roiul Dublu din Perseu.
Donald Machholz a descoperit mai multe comete care, în consecință, îi poartă numele, și care nu trebuie confundate, între acestea fiind cometa periodică 96P/Machholz.

## Imagine

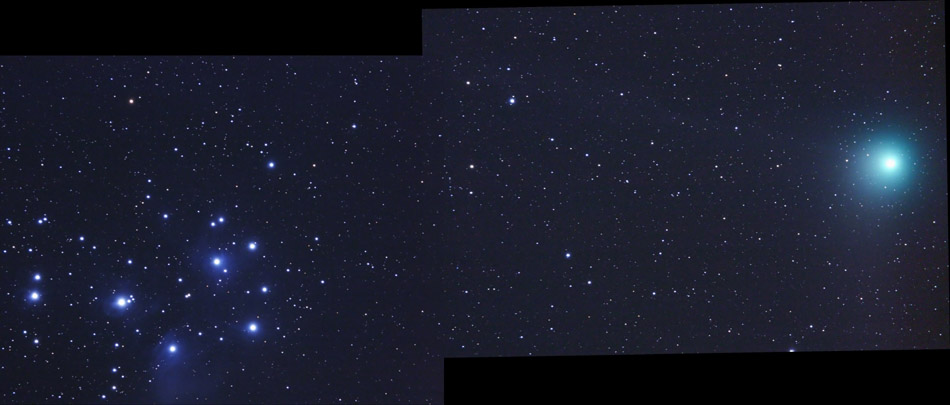
Cometa Machholz în trecere în apropiere de roiul deschis Pleiadele, la începutul anului 2005.